# Xolotl
Za vladara, pogledajte Xolotl (kralj).
U astečkoj i toltečkoj mitologiji, Xolotl ("Životinja", "Gospodar Večernje zvijezde", "Gospodar Podzemlja") bio je bog munje i psihopomp (vodič duša) — što znači da je vodio mrtve na njihovo putovanje u Mictlan, zagrobni život.
Xolotl je također bio i bog vatre i nesreće. Bio je brat blizanac Quetzalcoatla (a obojica sinovi djevice Coatlicue) te zla personifikacija Venere, večernje zvijezde. Čuvao je sunce dok je noću prolazilo kroz podzemlje. Također je na svijet doveo i četvrtu ljudsku vrstu te vatru iz podzemlja.
U umjetnosti, Xolotl je prikazivan kao ljudski kostur sa psećom glavom — "xolotl" također na astečkom jeziku nahuatl znači "pas" ili čudovište s izokrenutim stopalima. Također je bio zaštitnik igre ulama. Identificira se s Xocotlom, astečkim bogom vatre.